# Comuna Grușevița, Chelmenți
Grușevița (în ucraineană Грушівці, transliterat: Hrușivți) este o comună în raionul Chelmenți, regiunea Cernăuți, Ucraina, formată din satele Grușevița (reședința) și Nagoreni.

## Demografie
Componența lingvistică a comunei Grușevița
     Ucraineană (98,52%)
     Rusă (1,15%)
     Alte limbi (0,33%)
Conform recensământului din 2001, majoritatea populației comunei Grușevița era vorbitoare de ucraineană (98,52%), existând în minoritate și vorbitori de rusă (1,15%).